# 72632 Coralina
72632 Coralina este un asteroid din centura principală de asteroizi.

## Descriere
72632 Coralina este un asteroid din centura principală de asteroizi. A fost descoperit pe 23 martie 2001 la Gnosca de Stefano Sposetti. El prezintă o orbită caracterizată de o semiaxă mare de 3,19 ua, o excentricitate de 0,13 și o înclinație de 6,5° în raport cu ecliptica.